# Propositura di San Michele Arcangelo (Ponte Buggianese)
La propositura di San Michele Arcangelo, Santuario di Maria Santissima del Buon Consiglio è un edificio sacro che si trova nel comune di Ponte Buggianese, provincia di Pistoia, e appartiene alla Diocesi di Pescia, all'interno della quale è sede parrocchiale e di vicariato foraneo.

## Descrizione
Di origine seicentesca, ma trasformata nella prima metà del XIX secolo, presenta la facciata con un portico a tre arcate sostenute da quattro colonne in pietra e l'interno a tre ampie navate, delimitate da colonne in muratura con abside e presbiterio sormontato da una cupola. Alle pareti altari e confessionali del XVII secolo–XVIII secolo in pietra serena e stucchi e due acquasantiere a pila in pietra serena del XVI secolo. Possiede un grandioso ciclo di affreschi eseguito da Pietro Annigoni e dai suoi allievi tra il 1967 ed il 1988. Gli affreschi raffigurano scene bibliche ed evangeliche. L'opera ha fatto sì che nel 1978 la chiesa venisse vincolata come patrimonio monumentale di notevole interesse artistico da parte della Soprintendenza.
La chiesa conserva l'immagine devozionale della Madonna del Buonconsiglio risalente al XVIII secolo. Attiguo alla sagrestia è il Museo parrocchiale, dove sono esposti gli arredi sacri più significativi della chiesa.
Annesso alla chiesa vi è un piccolo museo parrocchiale contenente vari oggetti di arte sacra, tra cui il fonte battesimale del 1643.